# Macadame

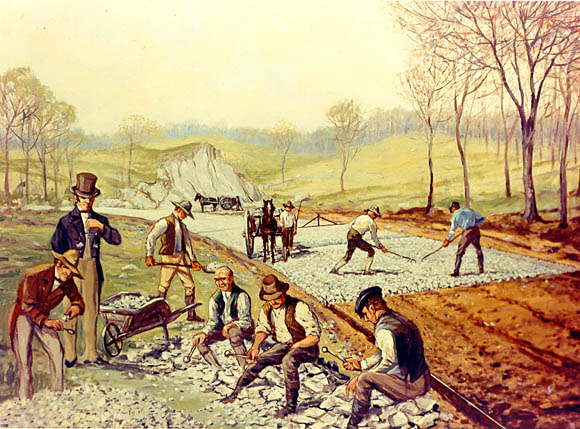
Construção da primeira estrada macadamizada nos Estados Unidos da América (1823). No fundo, trabalhadores partem a pedra "de modo a não exceder 6 onças de peso ou passar num anel de duas polegadas". (Pintura de Carl Rakeman)

Macadame (do inglês Macadam) é um tipo de pavimento para estradas desenvolvido pelo engenheiro escocês John Loudon McAdam, circa 1820. O processo recebeu o nome de Macadam em homenagem ao seu criador McAdam.
Consiste em assentar três camadas de pedras postas numa fundação com valas laterais para enxugo da água da chuva. As duas primeiras camadas, a uma profundidade de aproximadamente 20 cm, recebem brita de tamanho máximo 7,5 cm. A terceira camada é feita com 2 camadas de 5 cm, cheias de pedra de tamanho máximo de 2,5 cm. Cada camada é calçada com um rolo pesado (um cilindro), fazendo com que as pedras se acamem umas nas outras. Este assentamento de sucessivas camadas de pedra gradualmente menor, de modo que as pedras maiores sirvam de base sólida e levando a que o cascalho fino nivele o solo, é conhecido como macadam water-bound. Embora este método requeira intensa mão-de-obra, resulta num pavimento forte e enxuto.
As estradas construídas desta maneira foram designadas como "macadamizadas". Com o advento dos veículos motorizados, a poeira tornou-se num problema sério em estradas de macadame. O vácuo criado pelos veículos locomovendo-se rapidamente suga o pó da superfície da estrada, levantando nuvens de poeira, destruindo o pavimento. Esse problema foi corrigido mais tarde pulverizando alcatrão na superfície, criando o Tarmac (alcatrão sobre macadame, tradução para tar-bound macadam).
As estradas em macadame vão sendo alcatroadas na maioria dos países. No entanto alguns preservam largos troços de via, como a Rodovia Nacional, nos Estados Unidos, devido ao seu uso ancestral. Em algumas partes dos Estados Unidos (por exemplo, partes da Pensilvânia) o macadame ainda é frequentemente usado, mesmo que possa fazer-se pavimentação com asfalto de cimento (concreto). 
A primeira estrada macadame no Brasil, em um dos chamados Caminhos do mar de São Paulo, ficou conhecida como Calçada de Lorena, aberta ao final do século XVIII, em função das precárias condições do Caminho do Padre José de Anchieta. Deste modo, em 1790 iniciou-se uma nova via, calçada de pedras, por determinação do governador da capitania de São Paulo, Bernardo José Maria de Lorena. As obras ficaram a cargo do Brigadeiro João da Costa Ferreira, engenheiro da Real Academia Militar de Lisboa. Concluída em 1792, estendia-se por 50 km, reduzindo em cerca de 20% o percurso entre Santos e São Paulo de Piratininga. No Rio, a Estrada União e Indústria, foi construída pelo empresário Mariano Procópio e inaugurada em 1861 por D. Pedro II ligando Juiz de Fora-MG a Petrópolis-RJ. No Brasil foi o macadame muito utilizado nas estradas que cortam o estado de Alagoas. Em Pomerode, no estado de Santa Catarina, o macadame ainda é largamente usado para pavimentar ruas mais distantes do centro.